# Amateur (film)
Pour les articles homonymes, voir Amateur (homonymie).
Pour plus de détails, voir Fiche technique et Distribution.
Amateur est un film franco-britannico-américain réalisé par Hal Hartley, sorti en 1994, avec Isabelle Huppert, Martin Donovan et Elina Löwensohn dans les rôles principaux.

## Synopsis
Toujours vierge après quinze ans passés au couvent, Isabelle gagne sa vie à New York comme écrivain de pornographie. Elle secourt un inconnu (Thomas) qui après une chute d'une fenêtre est devenu amnésique. Le croyant mort, sa femme Sophia, qui est une pulpeuse actrice porno, essaie de faire chanter leur ancien patron, un grand escroc appelé Jacques. Les renseignements dont elle se sert viennent du comptable Edward. Soupçonnant Edward d'être à l'origine des fuites, Jacques ordonne à deux voyous de le torturer. Le laissant presque mort, ils se mettent sur la piste de Sophia. Le même soir Thomas et Isabelle louent un film dont la vedette est Sophia. Voyant sa femme à l'écran, Thomas retrouve la mémoire et emmène Isabelle à l'appartement marital. Là, ils trouvent Sophia en train d'être torturée par les voyous. Les trois sont sauvés par l'arrivée d'Edward, muni d'un pistolet qu'il a arraché à une policière. S'emparant de la voiture des voyous, les quatre se rendent vers une planque rurale. En route, Isabelle consigne le témoignage de Sophia, qu'elle envoie par la poste à son éditeur, afin d'exposer au monde la perversité de Jacques. Poursuivis à la fois par les criminels et par la police, les fugitifs trouvent finalement refuge dans l'ancien couvent d'Isabelle. Lorsqu'un des voyous arrive, c'est Edward, toujours blessé, qui l'abat et jette ensuite le pistolet à terre. Thomas, qui a ramassé le pistolet, est tué par un tireur d'élite de la police.

## Fiche technique
- Titre original : Amateur
- Réalisation : Hal Hartley
- Production : Hal Hartley et Ted Hope (en)
- Scénario : Hal Hartley
- Image : Michael Alan Spiller
- Montage : Steve Hamilton
- Direction artistique : Ginger Tougas
- Musique : Hal Hartley et Jeffrey Taylor
- Pays d'origine :  États-Unis/ Royaume-Uni/ France
- Genre : policier, comédie dramatique, thriller
- Durée : 105 minutes
- Dates de sortie : 29 septembre 1994 (États-Unis), 19 octobre 1994 (France)

## Distribution
- Isabelle Huppert : Isabelle
- Martin Donovan : Thomas Ludens
- Elina Löwensohn : Sofia Ludens
- Damian Young : Edward
- Chuck Montgomery : Jan
- Dave Simonds : Kurt
- Pamela Stewart : Officier Patsy Melville
- Parker Posey : la squatteuse

## Autour du film
- Le film a été en très grande partie tourné à New-York.

## Réception
- Pierre Murat de Télérama : Film loufoque à la Godard, mais d'un esthétisme sophistiqué. Hartley, à l'aise entre le « presque fou » et le « presque faux », filme des fantoches et des fantômes. Comme dit l'un des personnages : « C'est une dure époque pour les êtres humains »[1]